# 本奇 (愛達荷州)
本奇（英語：Bench）是位於美國愛達荷州卡里布縣的一個非建制地區。該地的面積和人口皆未知。

## 地理
本奇的座標為42°30′13″N 111°40′49″W / 42.50361°N 111.68028°W，而該地的平均海拔高度為1673米（即5489英尺）。